# Thomas Schultze (Diplomat)

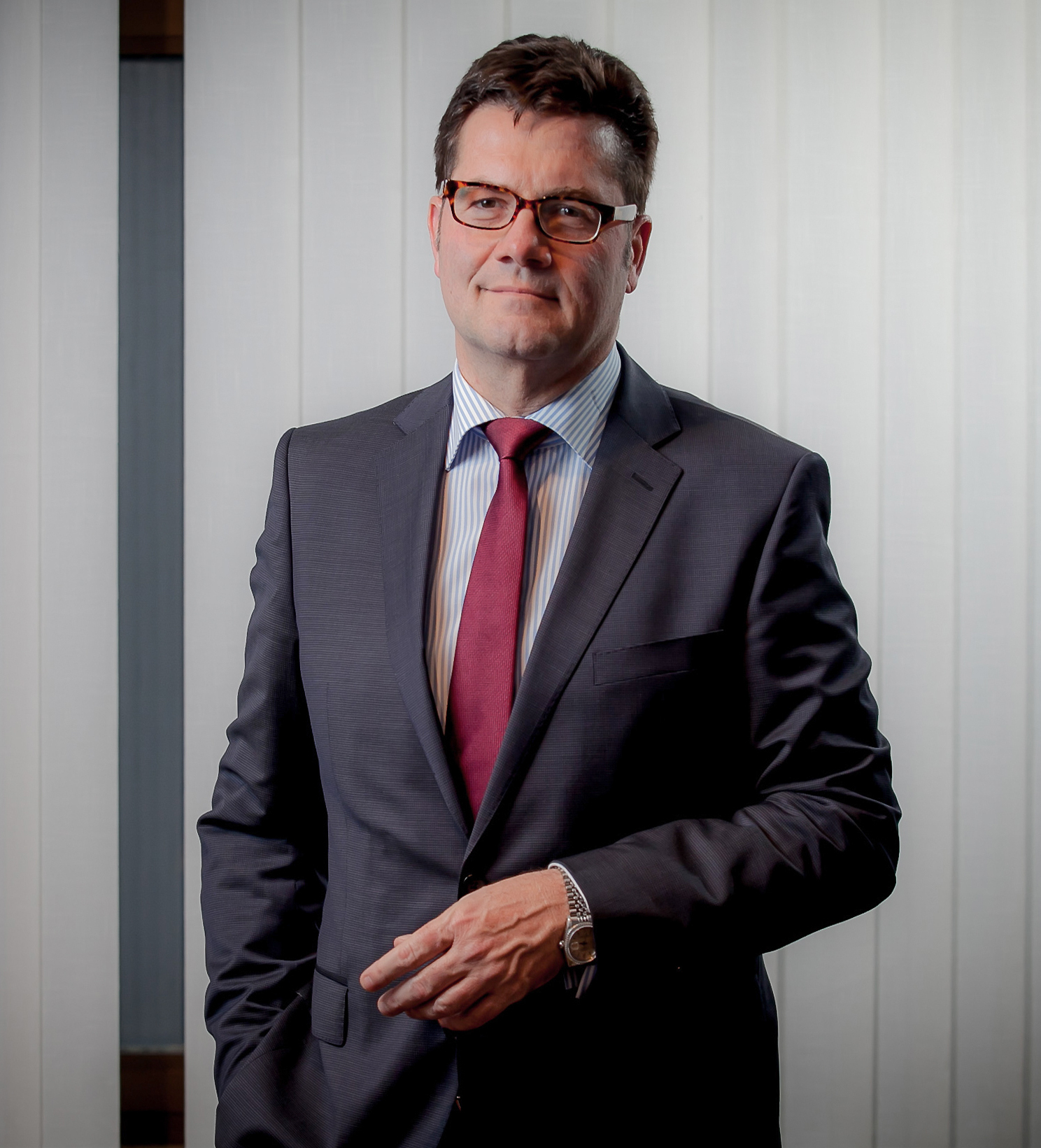
Thomas Schultze

Thomas Eberhard Schultze (* 7. Januar 1963) ist ein deutscher Diplomat. Er war von September 2018 bis Anfang August 2023 Leiter des deutschen Generalkonsulats in Toronto und war zuvor von 2015 bis 2018 Botschafter in Kroatien. Seit Anfang August 2023 ist er als Referatsleiter in der Rechtsabteilung des Auswärtigen Amts in Berlin tätig.

## Leben
Schultze begann nach dem Abitur 1984 ein Studium der Rechtswissenschaften an der Johannes-Gutenberg-Universität Mainz, in dessen Verlauf er Auslandsaufenthalte in Dijon, Thessaloniki und New York City absolvierte, und das er 1990 mit dem Ersten Staatsexamen abschloss. Daraufhin leistete er zwischen 1990 und 1993 sein Rechtsreferendariat in Koblenz, Speyer und Jakarta ab und legte 1993 sein Zweites Juristisches Staatsexamen ab. Er absolvierte in dieser Zeit von 1992 bis 1993 auch ein Studium an der Hochschule für Verwaltungswissenschaften Speyer, das er 1993 mit einem Magister der Verwaltungswissenschaften (Mag. rer. publ.) abschloss.
1993 begann Schultze den Vorbereitungsdienst für den höheren Auswärtigen Dienst und war nach dessen Abschluss zwischen 1994 und 1995 zunächst in der Europaabteilung des Auswärtigen Amtes sowie danach von 1995 bis 1998 als Wirtschaftsreferent an der Botschaft in Saudi-Arabien tätig. Anschließend war er zwischen 1998 und 2001 als Konsul Leiter des Rechtsreferats und Pressereferent am Generalkonsulat Istanbul und nach seiner Rückkehr nach Deutschland von 2001 bis 2004 Mitarbeiter im Leitungsstab des Auswärtigen Amtes, ehe er zwischen 2004 und 2005 Ziviler Leiter des Wiederaufbauteams PRT (Provincial Reconstruction Team) sowie Leiter der Außenstelle Kundus der Botschaft in Afghanistan war. 
Nachdem Schultze 2005 nach Deutschland zurückgekehrt war, wurde er zunächst stellvertretender Referatsleiter in der Politischen Abteilung und fungierte daraufhin zwischen 2007 und 2009 als Leiter der Arbeitseinheit Europarat in der Politischen Abteilung des Auswärtigen Amtes. Dem schloss sich von 2009 bis 2012 eine Verwendung als Leiter der Rechts- und Konsularabteilung an der Botschaft in der Türkei an sowie zwischen 2012 und 2014 als Leiter des Referats OSZE und Europarat in der Politischen Abteilung des Auswärtigen Amtes, ehe er von 2014 bis 2015 Leiter des Referats Türkei und EFTA-Staaten in der Politischen Abteilung des Auswärtigen Amtes war.
Im September 2015 wurde Schultze als Nachfolger von Hans-Peter Annen Botschafter der Bundesrepublik Deutschland in Kroatien. Am 4. September 2015 ist er von der Präsidentin der Republik Kroatien, Kolinda Grabar-Kitarović, zur Überreichung seines Beglaubigungsschreibens empfangen worden.
Von September 2018 bis Anfang August 2023 war Schultze Leiter des deutschen Generalkonsulats in Toronto mit konsularischer Zuständigkeit für ganz Kanada. 
Seit August 2025 ist er Generalkonsul am Konsulat Karachi in Pakistan.